# Scheienkopf
Scheienkopf är en bergstopp i Österrike.   Den ligger i distriktet Bludenz och förbundslandet Vorarlberg, i den västra delen av landet, 500 km väster om huvudstaden Wien. Toppen på Scheienkopf är 2 159 meter över havet, eller 200 meter över den omgivande terrängen. Bredden vid basen är 1,5 km.
Terrängen runt Scheienkopf är huvudsakligen bergig, men den allra närmaste omgivningen är kuperad. Närmaste större samhälle är Feldkirch, 11,9 km norr om Scheienkopf. 
Trakten runt Scheienkopf består i huvudsak av gräsmarker. Runt Scheienkopf är det ganska glesbefolkat, med 43 invånare per kvadratkilometer.